# Jägerbataillon 23 (Bundesheer)
Das Hochgebirgs-Jägerbataillon 23 ist ein gebirgsbeweglicher Infanterieverband des österreichischen Bundesheers in den Bundesländern Tirol und Vorarlberg. Untergebracht sind die Kompanien des Jägerbataillons sowie das Bataillonskommando unter der Führung von Oberst Michael Köck in der Walgau-Kaserne in Bludesch. Aufgestellt wurde das Jägerbataillon 23 im Jahr 1999.

## Gliederung und Standorte
In Bludesch im Vorarlberger Bezirk Bludenz sind in der Walgau-Kaserne das Kommando des Jägerbataillons, die Stabskompanie, die Kampfunterstützungskompanie und die 1. Jägerkompanie untergebracht. Bis zur Umstrukturierung im Zuge der Heeresreform 2016 befanden sich in der Pontlatz-Kaserne in Landeck weiters die 2. und die 3. Jägerkompanie, die zur 1. und 2. Jägerkompanie des neu aufgestellten Tiroler Jägerbataillons 6 wurden. Da das Jägerbataillon 6 wieder zum Stabsbataillon 6 umstrukturiert wurde, ist es wahrscheinlich, dass die Jägerkompanien wieder dem Jägerbataillon 23 angehören.
Im Zuge der Bundesheerreform 2016 wurde das bisher der 6. Jägerbrigade (die zum Kommando Gebirgskampf umfunktioniert wurde) unterstellte Jägerbataillon 23 direkt dem Militärkommando Vorarlberg zugeordnet. Seit Oktober 2018 ist das Hochgebirgs-Jägerbataillon 23 wieder der – zum Aufgabenbereich im Gebirge umbenannten – 6. Gebirgsbrigade unterstellt und verfügt erneut über eine Kompanie in der Pontlatz-Kaserne in Landeck.

## Aufgabengebiete
Die Soldaten des Jägerbataillons 23 beherrschen alle klassischen Aufgaben eines Jägerbataillons wie die verschiedensten Kampfverfahren. Darüber hinaus sind sie auf Einsätze im Hochgebirge und in schwierigem Gelände spezialisiert. Ein Großteil des Kaderpersonals kennt sich im Gebirge bestens aus. Viele der Soldaten haben verschiedenste Alpinkurse absolviert und sind meist ausgebildete Bergführer, Bergführergehilfen, Hochalpinisten, Heeresschilehrer und Flugretter.
Eine der wesentlichen Aufgaben des Jägerbataillons 23 ist die Aufstellung und Ausbildung einer Jägerkompanie für die gebirgsbewegliche Kaderpräsenzeinheit (KPE) der 6. Gebirgsbrigade. Die Aufgabe des Bataillons im Frieden bestehen aus Katastrophenhilfe, Assistenz- (vor allem Grenzsicherung) und Auslandseinsätzen sowie der Teilnahme an internationalen Übungen.
Zudem werden in regelmäßigen Abständen in allen zum Bataillon gehörenden Kompanien Grundausbildungsturnusse für zum Wehrdienst verpflichtete Grundwehrdiener durchgeführt. Diese Grundwehrdiener bilden den Großteil der Kampftruppen und ein geringer Teil dient als Systemerhalter. Sie durchfahren eine fordernde Ausbildung im Hochgebirge. Zusätzlich wird sehr viel Wert auf Sport und Erlebnisausbildung gelegt.
Derzeit ist je ein KIOP/KPE-Zug bei der 1. Jägerkompanie in Bludesch sowie bei der 2. Jägerkompanie in Landeck eingegliedert.